# Colonia Tovar
La Colonia Tovar, capital del municipio Tovar del estado Aragua, Venezuela, es una localidad fundada el 8 de abril de 1843 por inmigrantes alemanes, en su mayoría originarios de la región de Kaiserstuhl, en el entonces Gran Ducado de Baden (actual Alemania). Conocida también como la «Alemania del Caribe» o el «pueblo alemán de Venezuela». Su fundación fue promovida durante el segundo gobierno de José Antonio Páez como parte de un programa de colonización agraria que buscaba revitalizar la agricultura y la inmigración europea para reconstruir la economía venezolana tras la separación de la Gran Colombia.
El proyecto colonizador fue impulsado por el geógrafo y militar Agustín Codazzi, quien, siguiendo una sugerencia del naturalista Alexander von Humboldt, estableció contacto con los pobladores de Baden para seleccionar a los colonos y el lugar adecuado para la colonia. La zona elegida, ubicada a 2200 metros sobre el nivel del mar en la Cordillera de la Costa, fue donada por Manuel Felipe Tovar, sobrino del conde de Tovar, en cuyo honor se nombró la colonia.
Desde su fundación, la Colonia Tovar se caracterizó por mantener una cultura alemana muy arraigada, incluyendo su arquitectura, idioma (el alemán coloniero), tradiciones y agricultura intensiva, especialmente en cultivos como Prunus persica, fresas y café. Durante más de un siglo, la colonia permaneció aislada del resto del país, lo que contribuyó a la conservación de su identidad cultural como de su composición étnica.
Entre los hitos históricos de la colonia destaca la publicación en 1843 del Boletín de la Colonia Tovar (Zeitschrift von der Colonie Tovar), el primer periódico bilingüe alemán-español en el estado Aragua, y la elaboración de la primera cerveza venezolana, la Cerveza Tovar. 
A partir de 1990, ha mostrado una alta tasa de crecimiento demográfico, pasando de 3 373 a 14 161 habitantes en 2011.

## Historia
En el año 1840, durante el gobierno del General José Antonio Páez, se planteó, desde el Ministerio de Relaciones Interiores la posibilidad de fundar nuevas poblaciones en las que se desarrollara la agricultura y la minería con la finalidad de traer inmigrantes del continente europeo, particularmente de Alemania.
Agustín Codazzi, como representante del gobierno y por sugerencia de Alexander von Humboldt, estableció contacto con los pobladores del Kaiserstuhl (en español: «silla del emperador»), zona montañosa vinícola del Gran Ducado de Baden, que ocupaban gran parte de la orilla oriental del Río Rin. De aquí, provendrían la mayoría de los colonos que habrían de fundar la Colonia Tovar y radicarse en este territorio.
Se formó, entonces, una empresa colonizadora integrada por Agustín Codazzi, Ramón Díaz y Martín Tovar Ponte (Conde de Tovar) como fiador. La empresa seleccionó la zona donde se habría de instalar la colonia, teniendo en cuenta las similitudes geográficas y climáticas del Kaiserstuhl. Las tierras seleccionadas localizadas a 2200 m s. n. m. en la Cordillera de la Costa pertenecían al sobrino del Conde de Tovar, Manuel Felipe Tovar, quien las donó para la instalación de esta colonia.
El 14 de octubre de 1841, se bautizó el territorio como Palmar del Tuy y se realizaron obras de infraestructura básica. Una vez terminadas, la empresa colonizadora se dirigió a la antigua ciudad medieval de Endingen de las serranías del Kaiserstuhl para seleccionar a los colonos. Los contratos entre la empresa y los inmigrantes se firmaron en la posada Der Pfauen, ubicada a pocos metros de la puerta de entrada de la ciudad. De acuerdo a la información registrada por Alexander Benitz, la fuente más confiable, los emigrantes que embarcaron en el barco ‘’Havre’’ sumaban 389 personas: 239 hombres y 150 mujeres, la gran mayoría de ellos de Kaiserstuhl, que partieron el 18 de diciembre de 1842.

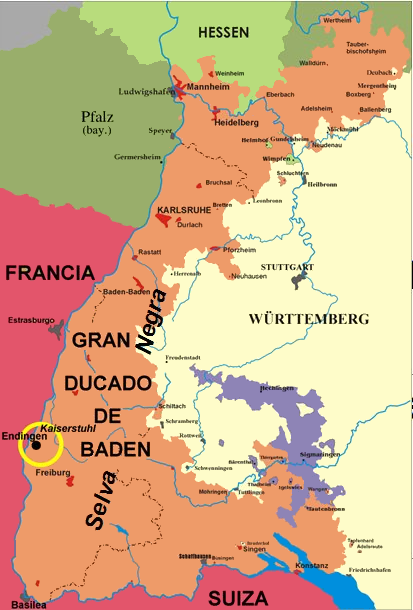
El Gran Ducado de Baden, al oeste de la actual Alemania, fue un Estado independiente hasta 1871, cuando se integró al Imperio alemán. En el extremo sudoeste se encuentra Kaiserstuhl y la ciudad de Endingen, de donde partieron los inmigrantes fundadores de Colonia Tovar

Los inmigrantes salieron por el Río Rin, embarcaron en el puerto de Le Havre (Francia), el 19 de enero de 1843, y llegaron a La Guaira el 4 de marzo del mismo año a bordo del buque francés Clemence pilotado por el Capitán Malverin. Se había previsto desembarcar en las costas de Puerto Maya, al norte de La Victoria, pero en vista de que no se había abierto el camino trazado previamente por Agustín Codazzi, se vieron obligados a dirigirse a Choroní para subir por el camino alterno (parte del cual forma la actual Carretera Maracay-Choroní); también diseñado por Agustín Codazzi y abierto por el ingeniero Inder Pellegrini, partiendo de La Victoria hasta el lugar destinado para la nueva población. Sin embargo, no pudieron desembarcar de inmediato porque se había declarado una epidemia de viruela a bordo y debieron permanecer en cuarentena en Choroní desde el 13 de marzo de ese mismo año.
El 31 de marzo de 1843, los inmigrantes europeos desembarcaron, se dirigieron a la ciudad de Maracay y de allí a La Victoria, donde fueron recibidos por el entonces presidente de Venezuela Carlos Soublette. Los colonos llegaron al Palmar del Tuy el 8 de abril de 1843, 112 días después de salir de Baden. Ese día es considerado como día de la fundación de la Colonia Tovar, que tomó como nombre el apellido del donador de las tierras. 
Entre los primeros colonos se contaban científicos, naturalistas, escritores y pintores, tales como Karl Ferdinand Appun, Karl Hermann Karsten, Karl Moritz, Nicholas Funck, Anton Goering, Wilhelm Sievers,  Augustus Fendler,  Ferdinand Bellermann (pintor que contaba con el patrocinio de Humboldt) y muchos otros, gran parte de los cuales están enterrados en el cementerio de la ciudad.

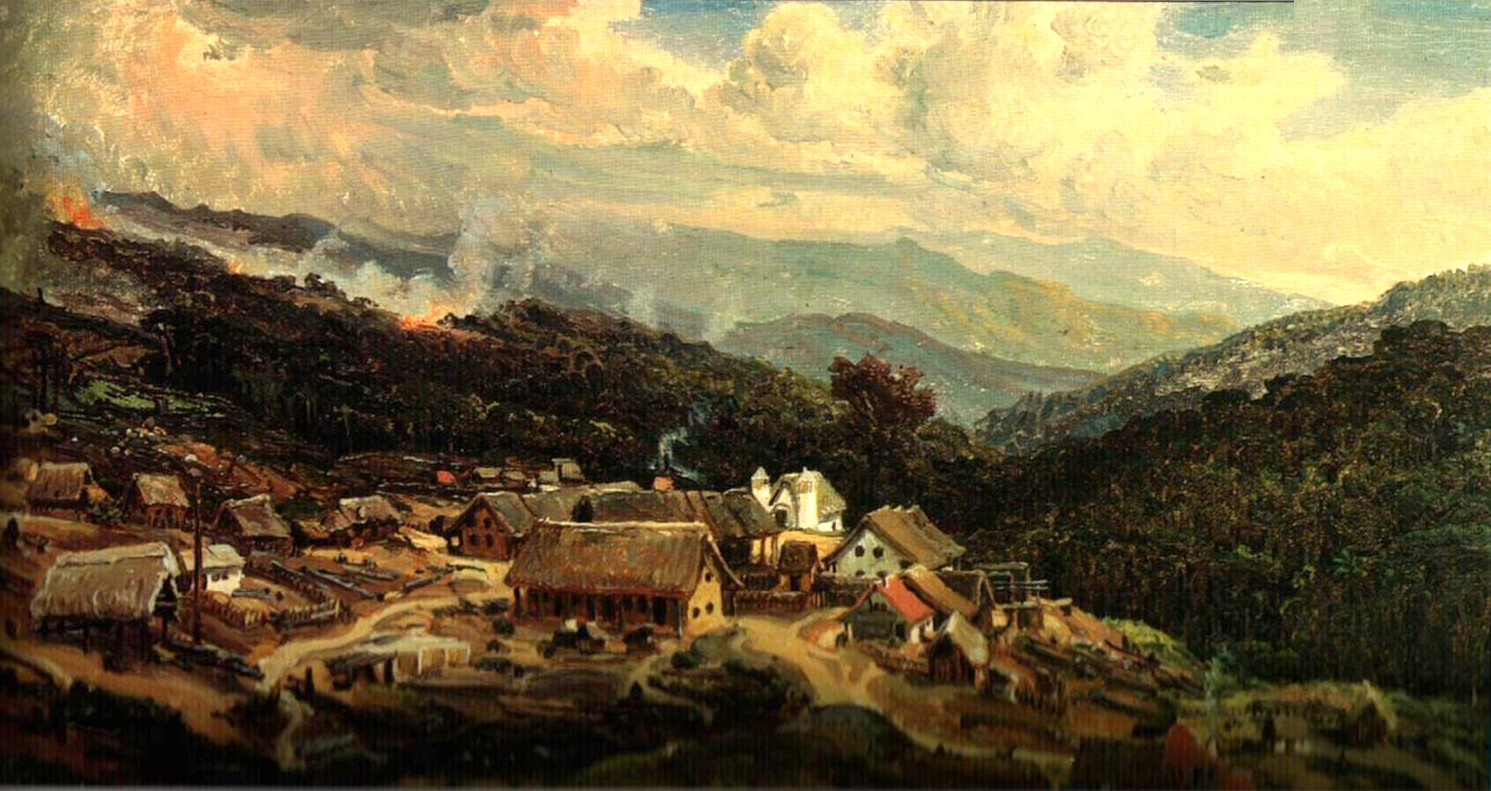
Ferdinand Bellermann. Colonia Tovar (1844)

Muchos de los emigrantes alemanes, incluyendo a la realeza alemana, recibieron ayuda durante las dos guerras mundiales de los residentes de la Colonia Tovar. Por esta razón, en este tiempo, la Colonia Tovar se hizo uno de los centros políticos de la inmigración alemana más influyentes de América Latina, debido a su punto de tránsito a toda América del Sur de los puertos de Maracaibero y Catia La Mar. En estos tiempos, los más difíciles para los residentes de origen alemán y la emigración alemana a Venezuela, que fueron durante la Segunda Guerra Mundial y después de la Segunda Guerra Mundial, se destacaron los lazos con la familia Real Alemana los Condes de Luxburg, Príncipes de Schonaich-Carolath y Príncipes de Carolath-Beuthen,  quienes fortalecieron los lazos de la Colonia Tovar con el gobierno central de Venezuela, para que este no ejerciera ningún tipo de acciones preventivas de aislamiento (como se hizo en Maracaibo y Caracas) contra la gente de ascendencia alemana viviendo en la colonia.
Inicialmente, la Colonia Tovar se organizó alrededor de la producción de café. A medida que «los colonieros», fueron prosperando; la producción se extendió a nuevas tierras y otras actividades, como el cultivo de legumbres, verduras y frutas, que encontraron buen mercado las ciudades más cercanas como Caracas y La Victoria. Luego surgió la fabricación de toneles, aprovechando la calidad de las maderas de la zona.
Durante muchos años, la colonia estuvo comunicada con Caracas a través de un río. La dificultad de las comunicaciones, el aislamiento y el escenario ambiental tan distinto al de las montañas alpinas de Alemania hicieron que, durante bastante tiempo, la población se mantuviera aislada y estática, con un crecimiento demográfico bastante lento, e incluso negativo en algún momento, debido al éxodo rural.

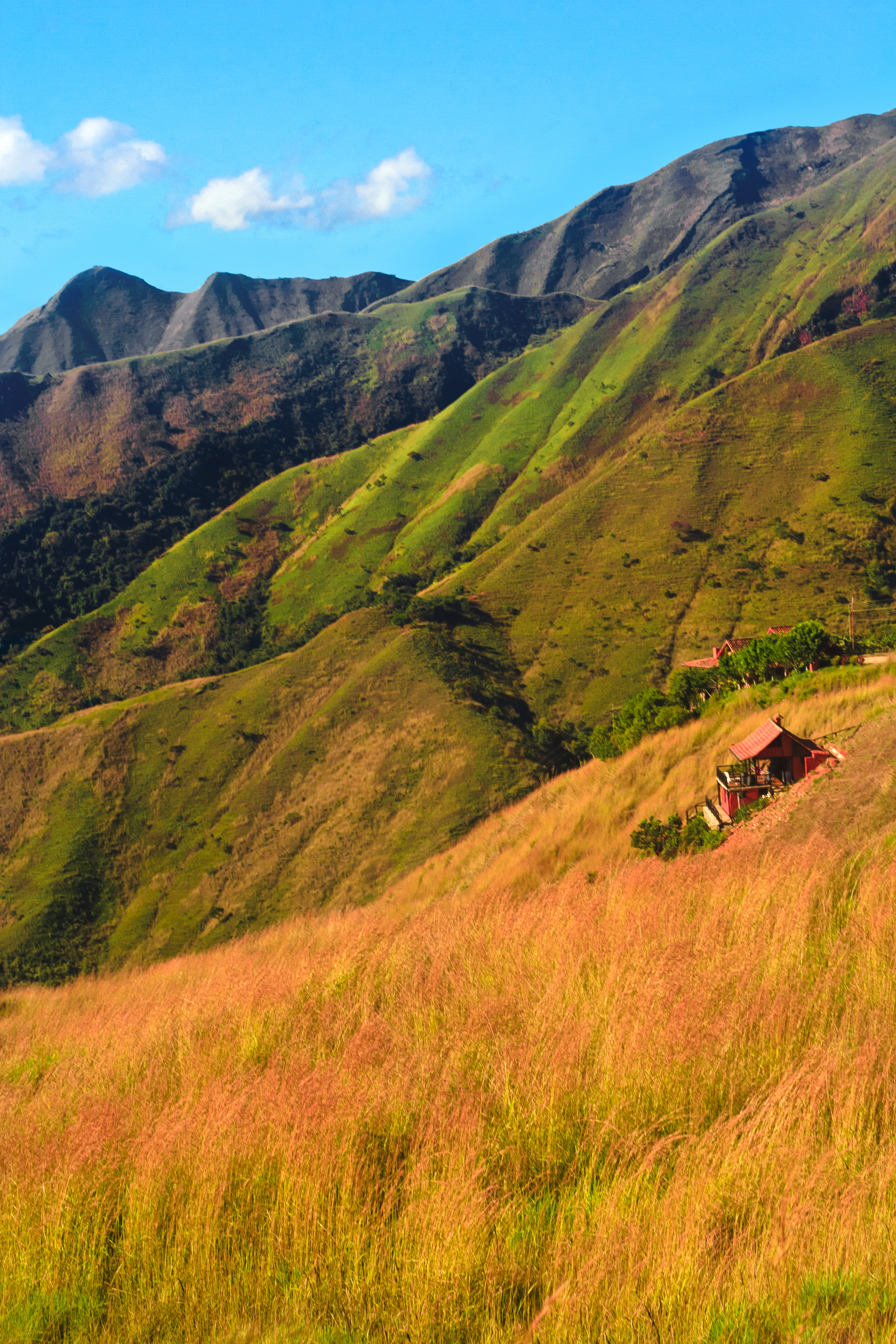
Chalets a orillas de los senderos montañosos que cubren y anteceden la entrada a la Colonia Tovar

A partir de la década del 60, cuando la Colonia Tovar se convierte en un emporio agropecuario y fue declarada de zona de interés turístico, según decreto presidencial N.º 1165 del año 1964, comenzó a revertirse esa tendencia. Con el desarrollo de las comunicaciones y las necesidades recreativas de Caracas, Maracay y otras ciudades cercanas en auge, dieron origen a un importante desarrollo económico y demográfico. Para ese entonces, ya laboraba el Hotel Selva Negra fundado en 1938 por los Hermanos Breidenbach (Juan, Carlos y José).
La Colonia Tovar es, desde 1989, la capital de Municipio Tovar y es accesible por vía terrestre desde Caracas, que dista a 56 km, por la vía de Carayaca del estado La Guaira, la vía de El Jarillo del Estado Miranda y por La Victoria del Estado Aragua a 32 km. Se considera como uno de los municipios más ricos del país, medido por ingreso per cápita, y uno en los que se tiene mejor calidad de vida. 
Los antiguos descendientes de los primeros pobladores están plenamente integrados al país y se han mestizado con la población autóctona. Los pobladores hablan castellano, han tenido que rescatar su propio conocimiento del alemán y mejorarlo, debido a las exigencias por la llegada de muchos turistas alemanes que siempre quedan sorprendidos al encontrar un típico pueblo alemán en plena zona intertropical.
En 1998, su prefijo telefónico cambia al desaparecer el código 033 (el cual fue sustituido por el 02 de la Gran Caracas para la vecina población de El Junquito) adoptando desde entonces el código 044. Más tarde, en el año 2001, pasa a tener el código 0244. 
A principios de septiembre de 2017, la Colonia Tovar fue afectada por fuertes lluvias, ocasionando inundaciones tras el incremento del caudal en el río El Molino.

## Geografía
La Colonia Tovar se encuentra a casi 2000 m s. n. m. en la serranía del Litoral Central de la cordillera de la Costa. Está comunicada con Caracas y La Victoria por carretera. Su clima es templado de montaña con amplitudes térmicas diarias de unos de 10 °C, con promedio de 16,8 °C, y frecuentes nieblas, sobre todo al amanecer y en la tarde. Los datos de temperaturas medias y montos pluviométricos mensuales de la Colonia Tovar son los siguientes:
- Localización: latitud 10°25′ N, longitud 67°18′ O, altitud, 1790 m s. n. m.

La ciudad se encuentra ubicada en el norte del estado de Aragua. El municipio tiene forma de «L», y limita por el norte con el mar Caribe, el noreste con el estado Vargas, el este con Caracas (Municipio Libertador), por el sur limita con el río Aragua y por el oeste termina con el Municipio Santiago Mariño.
La Colonia Tovar está asentada en una orografía muy accidentada, con quebradas y riachuelos. Prevalecen los paisajes de montaña de aspecto neblinoso, característico de la cordillera de la Costa (un alineamiento montañoso frente las costas venezolanas del mar Caribe), en la que destaca la mayor altura del estado Aragua: el pico Codazzi de 2429 m s. n. m., ubicado al norte del pueblo. El bosque nublado caracteriza la vegetación predominante, que cambia mientras baja los peldaños del relieve como bosque de galería y termina con hierbajos de sabana hacia el sur y xerófila en el norte marino.
El poblado se encuentra rodeado por casas (chalets) relativamente separadas en multitud de pequeñas parcelas de aprovechamiento intensivo. Se desarrolla una agricultura (horto-fruticultura) de alta productividad y rentabilidad: flores, fresas, tomates, duraznos, ajos, melocotones y demás cultivos de clima templado. También se encuentran instalados talleres artesanales de cerámica, fábricas de embutidos, dulces, industrias cerveceras, conservas de alimentos (mermeladas, duraznos en almíbar, etc.), además de las actividades tradicionales agropecuarias que se traducen en la comercialización de hortalizas, frutas, flores, carne de cerdo y sus derivados.

### Hidrografía, flora y fauna

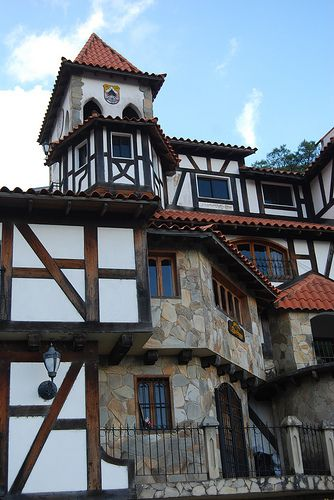
Un Hotel de la Colonia Tovar, con arquitectura alemana del.

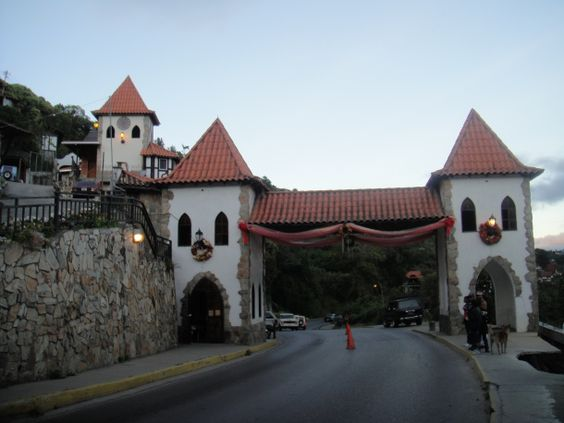
Entrada a la Colonia Tovar con arquitectura alemana

La hidrografía del municipio Tovar se divide en tres grandes cuencas: la del mar Caribe, formada por los ríos: San Miguel, Ocumare, Cata, Aroa y Tuy; la del río Orinoco, formada por el río Memo y el río Guárico; y la endorreica del lago de Valencia donde vierten sus aguas los ríos Aragua, Turmero, Maracay, Tapa-tapa, Tocorón y Las Minas. El río Aragua, límite sur de la Colonia Tovar, se forma de la confluencia de los ríos Gabante y Curtidor, a nivel de «Pie de Cerro», al norte de La Victoria. El río Gabante, a su vez, se tiene como tributaria a la Quebrada Honda, mientras que el río Curtidor convergen el río San Carlos y la Quebrada de Coche. Todos estos ríos y quebradas nacen en las altas montañas que rodean Colonia Tovar.
Las cabeceras del río Tuy están cerca del pueblo. En su primer tramo se trata de un río de montaña. La ciudad se encuentra ubicada en una cuenca de recepción del río, que forma una especie de anfiteatro.
La colonia se encuentra dentro de los límites del monumento natural Pico Codazzi y cerca del Parque nacional Henri Pittier. Aunado a sus zonas climáticas y su heterogénea flora, la Colonia Tovar cuenta con una gran diversidad de fauna, fundamentalmente especies de aves, las cuales suman un total de 578 especies registradas. La región tiene una rica fauna endémica, reconocida por su biodiversidad, en especial la avifauna migratoria. Mamíferos y ofidios también contribuyen a la diversidad de esta zona.

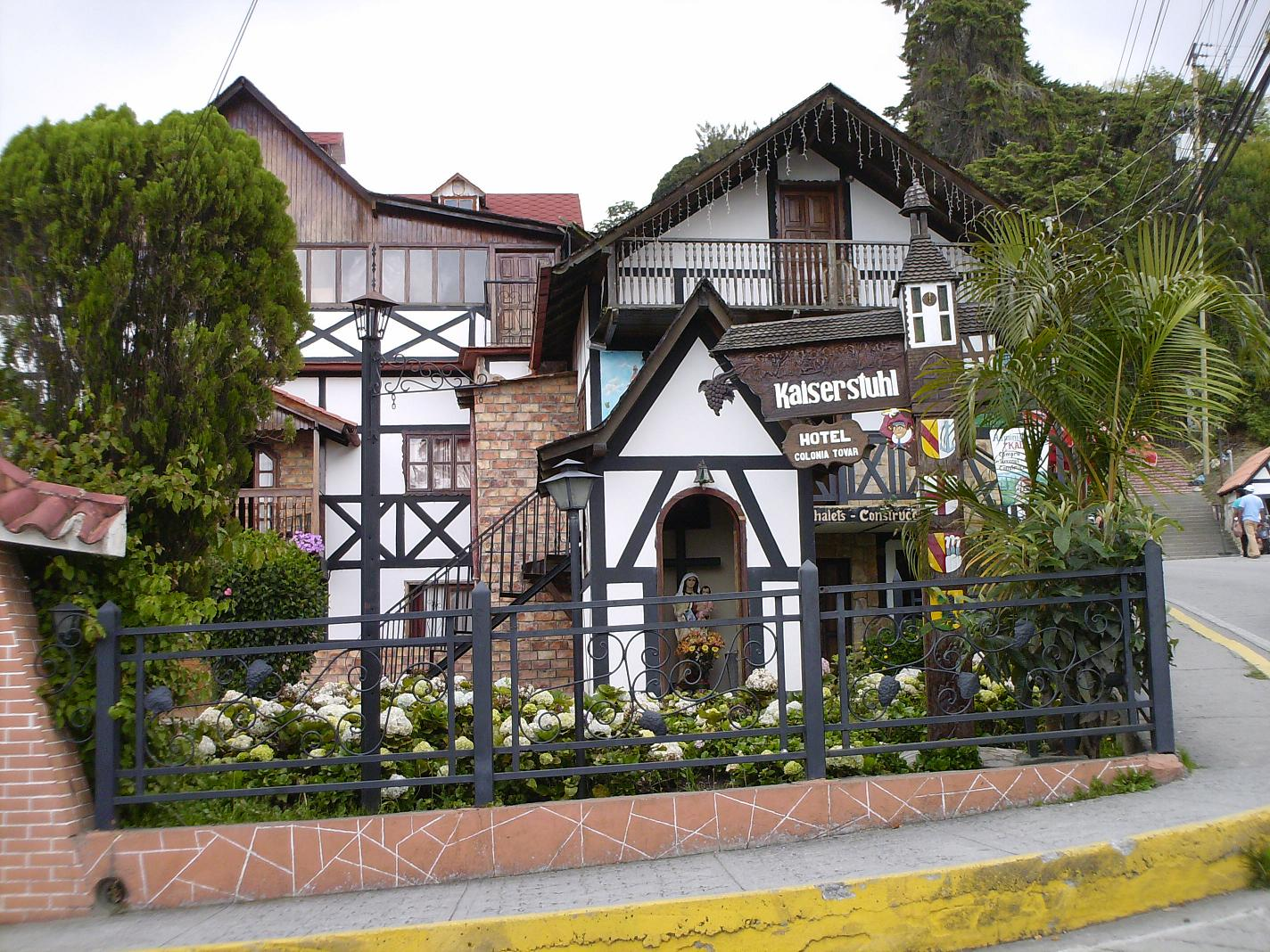
Vista de un chalet en la Colonia Tovar.

En la Estación Biológica de Rancho Grande, se encuentra un museo zoológico con las especies de la zona;, además de un instructivo sendero de interpretación de los procesos biológicos que suceden en la Selva Nublada. Posee, además, instalaciones y equipos para que los usuarios revisen el material en condiciones apropiadas tales como lupas, agua, bandejas e instrumentos de medición; así como literatura accesible.

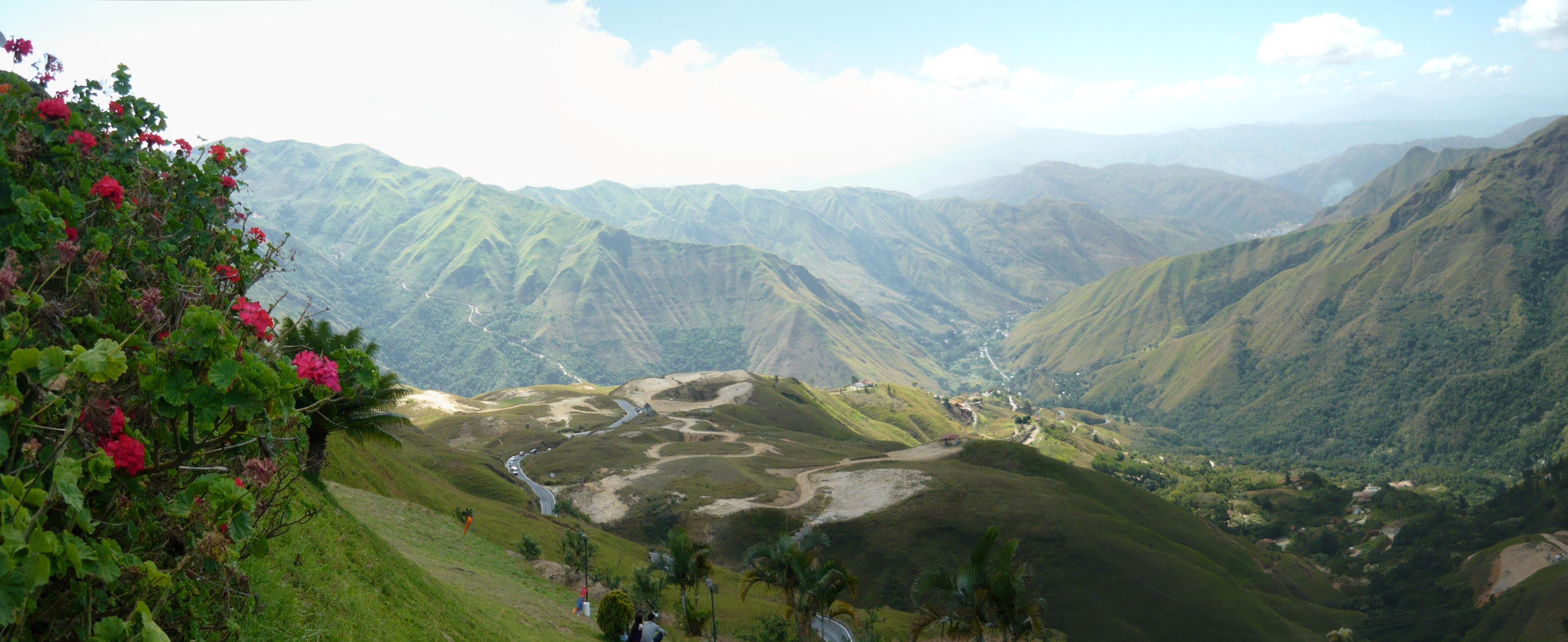
Zona de parapente en la Colonia Tovar

Entre la diversa flora, se destacan las orquídeas. Se pueden apreciar variedades de bromelias y helechos arbóreos. La fauna es característica del bosque nublado; constituye hábitat de muchas especies debido a su condición de bosque clímax. Entre las especies de la fauna silvestre más característica, se refiere el quetzal dorado y el tucán pico de frasco de esmeralda, también llamado por los residentes con el nombre de «tiátaro». Entre los primates más comunes, destacan los monos aulladores o araguatos, también se observan el colibrí coludo azul y los azulejos golondrinas. Abundan también la mariposa tara y el cachicamo montañero.
Existen dos rutas de acceso: la carretera de El Junquito y la vía La Victoria, esta última de una notable belleza natural.

### Clima
Colonia Tovar tiene un clima templado subhúmedo o templado chino con estación seca de verano fresco (Cwb). está ubicada en la Cordillera de la Costa Venezolana a más de 1900 m s. n. m., lo que modifica su clima de manera significativa, por encontrarse en una zona intertropical donde las temperaturas normalmente superan los 25 °C.

Los días mayormente suelen ser nublados, por estar casi al borde de la mayor altura de la cordillera, lo que genera más presión atmosférica y mayor nubosidad en la zona, siendo pocas las horas de sol en esta localidad, con una temperatura en el día de 19 °C bajo los rayos solares y una de 17 °C cuando el sol no afecta por la cobertura nubosa. Mientras que en las noches, la temperatura suele descender a menos de 10 °C y, en algunas ocasiones, suelen bajar a menos de los 5 °C.
| Parámetros climáticos promedio de Colonia Tovar | Parámetros climáticos promedio de Colonia Tovar | Parámetros climáticos promedio de Colonia Tovar | Parámetros climáticos promedio de Colonia Tovar | Parámetros climáticos promedio de Colonia Tovar | Parámetros climáticos promedio de Colonia Tovar | Parámetros climáticos promedio de Colonia Tovar | Parámetros climáticos promedio de Colonia Tovar | Parámetros climáticos promedio de Colonia Tovar | Parámetros climáticos promedio de Colonia Tovar | Parámetros climáticos promedio de Colonia Tovar | Parámetros climáticos promedio de Colonia Tovar | Parámetros climáticos promedio de Colonia Tovar | Parámetros climáticos promedio de Colonia Tovar |
| Mes | Ene.                                            | Feb.                                            | Mar.                                            | Abr.                                            | May.                                            | Jun.                                            | Jul.                                            | Ago.                                            | Sep.                                            | Oct.                                            | Nov.                                            | Dic.                                            | Anual                                           |
| --- | ----------------------------------------------- | ----------------------------------------------- | ----------------------------------------------- | ----------------------------------------------- | ----------------------------------------------- | ----------------------------------------------- | ----------------------------------------------- | ----------------------------------------------- | ----------------------------------------------- | ----------------------------------------------- | ----------------------------------------------- | ----------------------------------------------- | ----------------------------------------------- |
| Temp. máx. media (°C) | 20.5                                            | 21.1                                            | 21.9                                            | 22                                              | 27.6                                            | 26.9                                            | 25.9                                            | 25.9                                            | 25.2                                            | 23.2                                            | 23.1                                            | 21.5                                            | 26.9                                            |
| Temp. media (°C) | 16.5                                            | 16.5                                            | 17.2                                            | 20.9                                            | 20.3                                            | 20.6                                            | 19.4                                            | 19.6                                            | 19.7                                            | 18.6                                            | 16.9                                            | 16.5                                            | 18.6                                            |
| Temp. mín. media (°C) | 12.7                                            | 12.7                                            | 12.5                                            | 13.1                                            | 13                                              | 15.7                                            | 15.4                                            | 15.4                                            | 15.3                                            | 15.1                                            | 13.7                                            | 11.8                                            | 13.9                                            |
| Lluvias (mm) | 26                                              | 18                                              | 20                                              | 34                                              | 77                                              | 145                                             | 138                                             | 135                                             | 140                                             | 144                                             | 51                                              | 32                                              | 960                                             |
| Días de lluvias (≥ 0.1 mm) | 11                                              | 8                                               | 7                                               | 10                                              | 14                                              | 19                                              | 21                                              | 20                                              | 20                                              | 19                                              | 17                                              | 15                                              | 181                                             |
| Humedad relativa (%) | 78                                              | 76                                              | 76                                              | 79                                              | 82                                              | 83                                              | 83                                              | 84                                              | 83                                              | 83                                              | 83                                              | 80                                              | 94                                              |
| Fuente: Temperatura y Lluvias: https://es.climate-data.org/america-del-sur/venezuela/estado-aragua/colonia-tovar-487530/ Días de lluvias: https://www.weather-atlas.com/es/venezuela/colonia-tovar-clima Humedad relativa (%): http://www.inameh.gob.ve/web/PDF/ESTADISTICOS_BASICOS_TyHR_EXTREM.pdf (8 de agosto de 2019) |                                                 |                                                 |                                                 |                                                 |                                                 |                                                 |                                                 |                                                 |                                                 |                                                 |                                                 |                                                 |                                                 |

## Economía
En razón de la agricultura, los colonieros se diseminaron por los terrenos aledaños al valle, cuando comenzó el auge de la explotación cafetera. Luego, el cultivo de sus legumbres, frutas y verduras consiguieron buen mercado en Caracas y La Victoria. Actualmente, los fines de semana y días feriados, cerca de la Iglesia, los agricultores y artesanos instalan un mercado con puestos de venta que asemejan viviendas típicas con techos rojos, ofreciendo productos de la zona, principalmente, frutas, flores, hortalizas, vegetales, dulces y artesanías.
Los colonieros producen rubros originados en la cultura europea, como duraznos, tomate de árbol, granadillas, fresas, moras, higos y hortalizas. La artesanía, en general, está representada en la manufactura del pan, charcutería, pastelería, salsas, pasta, cerveza, madera, chocolate, cerámica y hierro forjado. Además, en la zona es notable la fabricación de toneles de madera de calidad, que gozan de fama dentro y fuera de la región.
Con la afluencia del turismo, desde los años 1960, se construyeron hoteles en cabañas de ambiente acogedor y familiar. También, se instalaron restaurantes en cabañas tradicionales, donde se sirven platos característicos de la cultura coloniera. El turismo, procedente principalmente de Caracas, Valencia y Maracay, ha ido desplazando a la agricultura como principal actividad económica en la colonia, aunque aun mantiene su vigencia.

## Composición étnica
La Colonia Tovar ha mantenido una identidad genética y cultural particular debido a su prolongado aislamiento. Estudios de ADN muestran señales de deriva genética, efecto fundador y flujo génico con la población mestiza vecina, lo que ha diluido parte del acervo alemán original. Se han detectado altos niveles de endogamia, especialmente en ciertas familias, y casos de enfermedades hereditarias como sordera prelingual ligada a mutaciones raras del gen GJB2. También se ha registrado una alta prevalencia de lepra entre los colonieros, posiblemente relacionada con su historia genética cerrada.

## Idiomas y cultura
La Colonia Tovar se organizó, en un principio, como una comunidad cerrada con el propósito de mantener una "cultura blanca". Los fundadores tuvieron la intención de que se mantuvieran sus tradiciones culturales. Por ello, a su llegada, construyeron casas conservando la arquitectura característica del Kaiserstuhl. El badisch, dialecto de Baden, era la lengua que predominaba en la zona; su vestimenta y comida permanecieron intactas. De hecho, durante un tiempo se prohibió el matrimonio fuera de la colonia, con el fin de garantizar la «continuidad étnica y cultural»; ambas prácticas serían abolidas después por la ley venezolana.
Aunque el idioma principal y nacional de Venezuela es el español, en la Colonia Tovar el alemannisch: alemánico, también es ampliamente usado, siendo conocido con el nombre de alemán coloniero. El artículo 9 de la constitución de Venezuela limita el uso oficial al español y lenguas indígenas, pero no menciona ninguna otra lengua; por lo que el idioma hablado en la zona es "no oficial" y se encuentra actualmente en declino vertiginoso.
El alemán coloniero en dicha zona de Venezuela es una variante idiomática que han heredado las generaciones después de 150 años, aunque muchos giros fonéticos y lexicológicos ya no se usan en Europa. El alemánico pertenece, junto al idioma bavaroaustríaco, a la rama denominada «alto alemán», de la familia de las lenguas germánicas. Ha habido intentos de promocionar el idioma, sin embargo, los alcances no han sido tan notorios, como los proyectos de Alemán Brasileño donde se ha integrado la colectiva del sur de Brasil en la enseñanza pública.
Las casas, construcciones y comercios de la ciudad están realizados también según el estilo alpino, otorgándole una inconfundible identidad peculiar. La iglesia de San Martín de Tours, en el centro de la ciudad, es una copia fiel de la de Endingen en Alemania, de donde partieron los fundadores.
En 1940, se estableció el español como único idioma oficial de la colonia y el matrimonio exogámico pasó a ser una práctica libre. A comienzos del siglo XXI, los habitantes de la Colonia Tovar se encuentran ya integrados completamente a la cultura venezolana, creando una fusión étnica única, sin que ello haya significado abandonar sus costumbres originarias. Dentro de las tradiciones que se mantienen, se encuentra la creación de artesanía, herencia de las primeras generaciones de ellos que llegaron; conservando las técnicas tradicionales en la realización de artesanías en madera, cerámica y otros materiales. Funciona también el Centro Académico de Lutheria, como un centro educativo que prepara a sus estudiantes en la técnica de fabricación, mantenimiento y reparación de instrumentos sinfónicos y populares.
La escritora chilena Isabel Allende, que vivió su exilio en Venezuela, evoca a la Colonia Tovar en varios pasajes de su novela Eva Luna. Otro exiliado chileno, Aniceto Rodríguez, promovió la reunión de Colonia Tovar (julio de 1975), donde acudieron importantes representantes de los partidos democráticos de Chile (Partido Socialista, Democracia Cristiana, Partido Radical, Izquierda Cristiana), los cuales eran parte de movimientos proscritos por la dictadura militar de Augusto Pinochet en aquella época.  Esta exitosa reunión se considera la semilla de la Concertación de Partidos por la Democracia,  la cual terminó ganando la presidencia en 1989 y suponiendo el fin de la dictadura militar de una manera democrática. En el año 2009, se reunieron en la Colonia Tovar los representantes de los partidos opositores al gobierno de Hugo Chávez, y crearon la Mesa de la Unidad Democrática a modo de plataforma electoral.

## Gastronomía
La gastronomía de la Colonia Tovar está condicionada por su origen alemán. En los pequeños restaurantes populares y luncherías, son famosos los postres de la colonia, como los strudels, gugelhupf, tartaletas, los churros, fresa con crema, los tradicionales Kaiserschmarrn, Germknödel, strudel de manzana y la Schwarzwälder Kirschtorte; conocida en castellano como la tarta de la Selva Negra, junto a la particular charcutería y sus especialidades: las famosas salchichas alemanas. También es característica de la gastronomía de la colonia la cerveza Tovar, que se produce en la zona.

## Danzas típicas y celebraciones

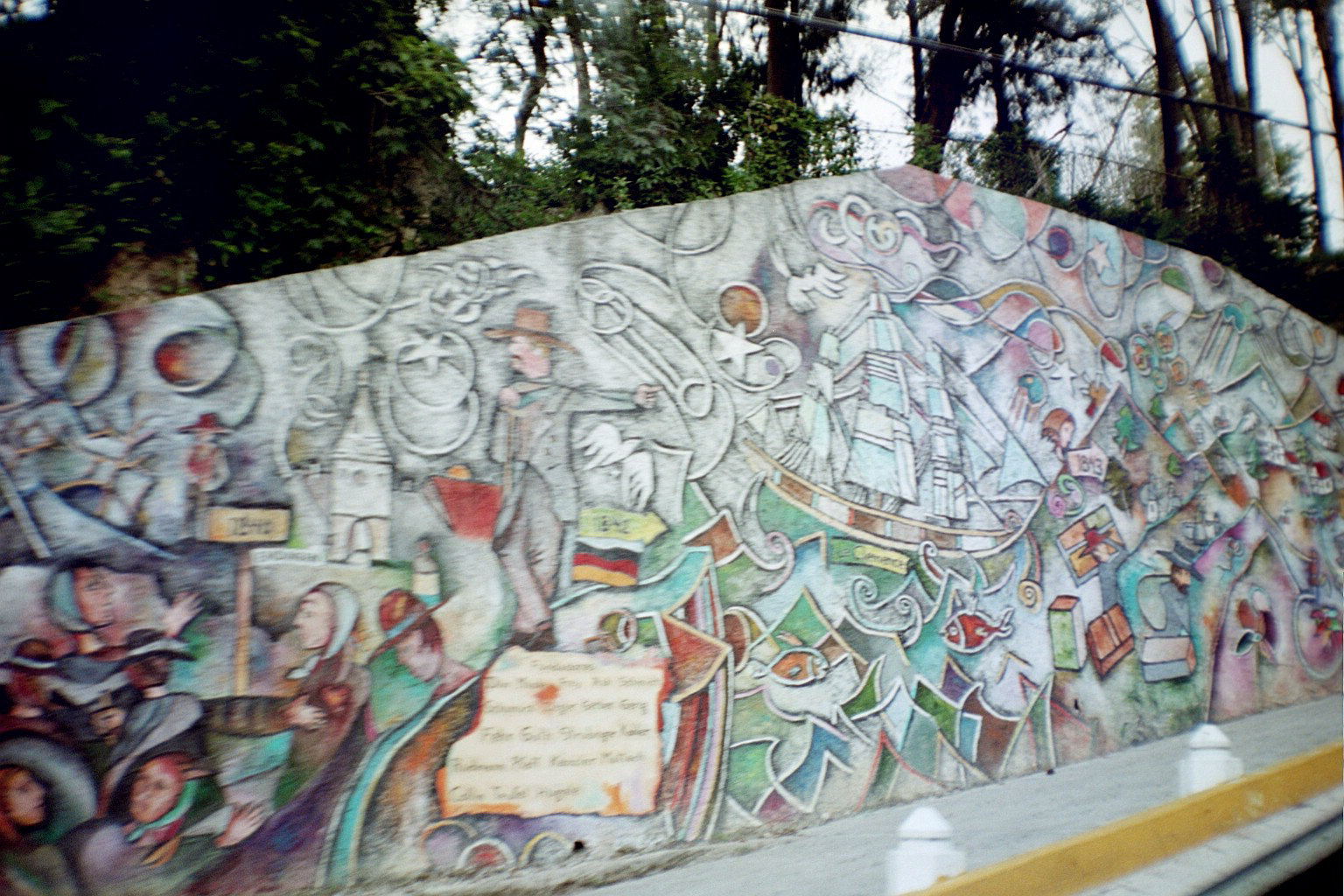
Mural representativo de la Colonia Tovar

En la Colonia Tovar, se celebra anualmente en octubre la tradicional fiesta germana conocida como Oktoberfest. En algunas ocasiones han sido invitados grupos procedentes de Alemania para interpretar música típica. También se realiza el Festival Internacional de Música de Cámara Colonia Tovar.
El 8 de abril se celebra la fundación de la colonia. Para esta fecha se realizan actividades culturales en la plaza Bolívar. Las celebraciones incluyen un desfile de carrozas, en el que participan instituciones educativas, agrupaciones de danza y asociaciones culturales locales e invitadas. También se realiza la elección anual de la reina de la Colonia Tovar.
Durante el carnaval, se realizan las comparsas de Jokilis y Gorilas. El Jokili es un personaje que existe en Alemania desde 1782, una mezcla de bufón y arlequín. Su vestimenta está constituida por un traje rojo, con flecos en cuello, mangas, cintura y piernas, en las que se dejan ver campanillas. Se les coloca un gorro de tres puntas, guantes blancos y zapatos puntiagudos. Además, poseen una máscara de madera, hecha para cada Jokili en particular; una vara tallada en madera, que lleva una soga anudada y en el otro extremo una vejiga de cochino, en forma de globo, que es el instrumento con el que suelen golpear a los curiosos que los observan en esta festividad.
El patrono de todos los viajeros, San Martín, es homenajeado el 11 de noviembre. En la Iglesia, se encuentra una imagen del santo, que fue traída por los fundadores desde Baden. Ese día se realiza también la Feria de las Flores, Frutos y Artesanías, en la que se otorgan premios a la excelencia de los productos que se producen en el municipio.
Se celebran dos festivales anuales, generalmente entre marzo y abril, uno; y el otro entre agosto y septiembre. Uno de ellos es Patrimonio Cultural del Municipio, según Decreto de la Alcaldía de Tovar, que se realiza desde 1992, y es conocido como el Festival Internacional de Música de Cámara Colonia Tovar. El segundo es Amigos de la Música de Cámara Colonia Tovar y se realiza desde 1997.
Junto a las celebraciones religiosas de la Pascua, en Colonia Tovar se realizan los tradicionales «nidos» germanos, para celebrar la venida de los conejos de Pascua con sus huevos. En la elaboración de éstos, participa toda la familia y se acostumbra que los niños busquen los huevos escondidos en los patios. El lunes después de Semana Santa, los pobladores de La Colonia Tovar asisten a la Capilla de la Resurrección. Allí se realiza la bendición de las cosechas y los alimentos; todos los presentes comparten un día de campamento. La Comparsa de los Gorilas lleva un traje con una braga cubierta de barba de palo y una máscara.

## Sitios de interés

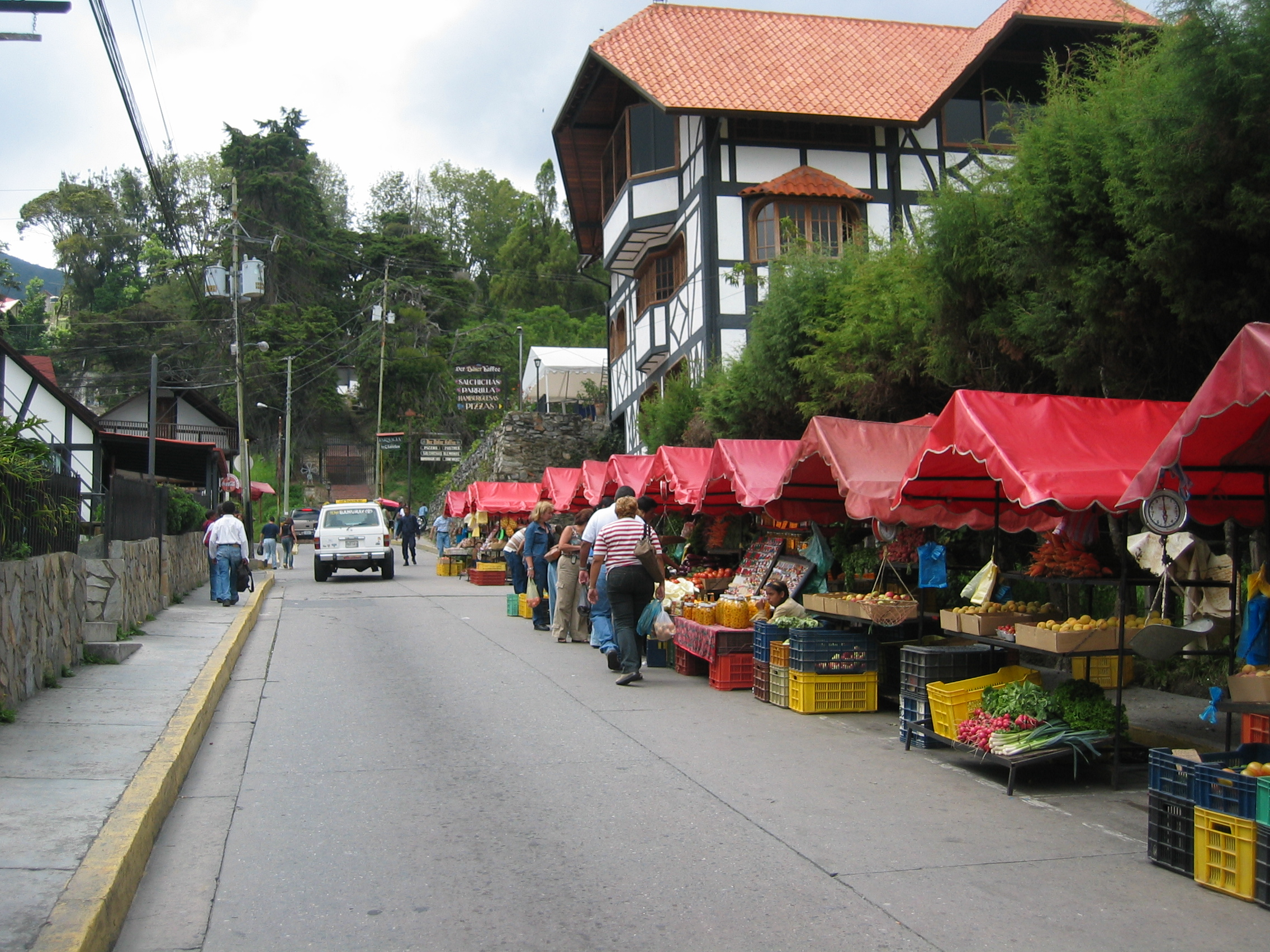
Vista de una venta de frutas y verduras en la Colonia Tovar

El Museo de Historia y Artesanía: el Museo fue fundado por Néstor Rojas el 20 de marzo de 1970, que ofrece una prolija investigación acerca de la historia, costumbres y tradiciones del pueblo germano. Centro Comercial Breikanz: se encuentra ubicado en el centro de la Colonia Tovar, en la calle Codazzi. Se trata de una serie de tiendas que ofrecen artesanía propia de Alemania y típicas de la región. También se ofrecen chuletas, embutidos y salchichas de Viena.
Monumento natural Pico Codazzi: el Pico Codazzi alcanza su máxima altura de 2429 m s. n. m. en jurisdicción del estado Aragua, con una superficie de 11 850 hectáreas y también lo comparten los estados Vargas, Miranda y Distrito Capital. Fue declarado Monumento Nacional por decreto presidencial del 5 de junio de 1991, como homenaje y reconocimiento al geógrafo y cartógrafo italiano, Agustín Codazzi (1793-1859). En el área natural, se encuentra instalado el Museo Arqueológico Panarigua y la Posada Panarigua. En esta montaña nacen los ríos Tuy y Aragua. Cervecería Tovar: la primera cerveza venezolana se hizo en la Colonia Tovar, en 1843, llegados los fundadores. La producción de la misma se ha mantenido desde entonces. Su producción es realizada por Cervecería Tovar C. A. y conserva la calidad de los estándares exigidos en la Ley de pureza bávara de 1516.
Centro histórico: varias edificaciones en el centro de la ciudad y alrededor de la plaza Bolívar constituyen el eje histórico de la colonia. Los inmuebles más representativos son: la Iglesia de San Martín de Tours, la Casa Benitz, la Casa Codazzi y la Antigua Escuela, todos en la parte baja del pueblo. Como es el sitio más concurrido, hay numerosos restaurantes, cafés, tiendas de artesanía; además de servicios como teléfonos públicos, estacionamientos y sanitarios. Plaza Codazzi: en 2001 la comunidad italiana Veneti nel Mondo junto a descendientes alemanes de la Colonia Tovar develaron un monumento en homenaje a su fundador Agustín Codazzi con la inscripción Honró Italia por su extraordinaria contribución a la grandeza de Venezuela.

## Ciudades hermanadas
El hermanamiento de ciudades es un concepto por el cual pueblos o ciudades de distintas zonas geográficas y políticas se emparejan para fomentar el contacto humano y los enlaces culturales.
- Veliko Tarnovo, Bulgaria (13 de junio de 1992).[24]
- Pozuzo, Perú (desde 2007).[25]